# Brittany Paige Bouck
Brittany Paige Bouck (12 de octubre de 1984 en Winter Park, Florida) es una actriz estadounidense. Su papel más reconocido fue el de Emma Putter en la película Air Bud: World Pup. Es la hermana menor del actor Jonathan Bouck. También toca el bajo y canta los coros en la banda Guilt by Association. Está casada y vive actualmente en el sur de California.

## Filmografía
| Año  | Título                  | Rol              | Notas                                |
| ---- | ----------------------- | ---------------- | ------------------------------------ |
| 1989 | Parenthood              | Dwarf            |                                      |
| 1989 | Step into the Dimension | Cameo            |                                      |
| 1994 | The Specialist          | May              |                                      |
| 1996 | Ellen                   | Head Dolphin     | Episodio: "The Bubble Gum Inciddent" |
| 1998 | LA Doctors              | Daphne Borroughs | Episodio: "Piloto"                   |
| 1999 | Miss Supreme Queen      | Ashley Vankinkel | Película para TV                     |
| 2000 | Air Bud: World Pup      | Emma Putter      | Película para TV                     |
| 2000 | Miracle in Lane 2       | Cindy            | Película para TV                     |
| 2004 | The Help                | Blond Girl       | Episodio: "Ollie Shares"             |
| 2004 | Dr. Vegas               | Nancy            | Episodio: "Piloto"                   |
| 2004 | Battle for Ozzfest      | Ella misma       |                                      |